# بونة بندر (آبجدان)
بونة بندر (بالفارسية: بنه بندر) هي منطقة سكنية تقع في إيران في قسم آبجدان الريفي. يقدر عدد سكانها بـ 133 نسمة بحسب إحصاء 2016.